# Diego Occhiuzzi
Diego Occhiuzzi (Nàpols, 30 d'abril de 1981) és un esportista italià que competeix en esgrima, especialista en la modalitat de sabre.
Va participar en tres Jocs Olímpics d'Estiu, entre els anys 2008 i 2016, en els quals hi va obtenir en total tres medalles, bronze a Pequín 2008, en la prova per equips (juntament amb Aldo Montano, Luigi Tarantino i Giampiero Pastore) i plata i bronze a Londres 2012, en les proves individual i per equips (amb Aldo Montano, Luigi Tarantino i Luigi Samele), respectivament.
Va guanyar cinc medalles en el Campionat del Món d'esgrima entre els anys 2007 i 2015, i set medalles en el Campionat d'Europa d'esgrima entre els anys 2009 i 2016.

## Palmarès internacional
| Jocs Olímpics      | Jocs Olímpics             | Jocs Olímpics | Jocs Olímpics    |
| Any                | Lloc                      | Medalla       | Prova            |
| ------------------ | ------------------------- | ------------- | ---------------- |
| 2008               | Pequín ( R.P. de la Xina) | 3             | Sabre per equips |
| 2012               | Londres ( Regne Unit)     | 2             | Sabre individual |
| 2012               | Londres ( Regne Unit)     | 3             | Sabre per equips |
| Campionat del món  |                           |               |                  |
| Any                | Lloc                      | Medalla       | Prova            |
| 2007               | Sant Petersburg ( Rússia) | 3             | Sabre per equips |
| 2009               | Antalya ( Turquia)        | 2             | Sabre per equips |
| 2010               | París ( França)           | 2             | Sabre per equips |
| 2011               | Catània ( Itàlia)         | 3             | Sabre per equips |
| 2015               | Moscou ( Rússia)          | 1             | Sabre per equips |
| Campionat d'Europa |                           |               |                  |
| Any                | Lloc                      | Medalla       | Prova            |
| 2009               | Plòvdiv ( Bulgària)       | 1             | Sabre per equips |
| 2010               | Leipzig ( Alemanya)       | 1             | Sabre per equips |
| 2011               | Sheffield ( Regne Unit)   | 1             | Sabre per equips |
| 2013               | Zagreb ( Croàcia)         | 1             | Sabre per equips |
| 2014               | Estrasburg ( França)      | 1             | Sabre per equips |
| 2015               | Montreux ( Suïssa)        | 2             | Sabre per equips |
| 2016               | Toruń ( Polònia)          | 2             | Sabre per equips |